# 飛鳥井雅豊
飛鳥井雅豊（あすかい まさとよ、寛文4年（1664年5月30日） - 正徳2年（1712年）7月22日）は、江戸時代中期の公卿。

## 官歴
- 寛文10年（1670年）：従五位上、侍従
- 延宝2年（1674年）：正五位上
- 延宝4年（1676年）：左少将
- 延宝6年（1678年）：従四位下
- 延宝8年（1678年）：左中将
- 天和2年（1682年）：従四位上
- 貞享2年（1685年）：正四位下
- 元禄元年（1688年）：従三位
- 元禄2年（1689年）：左衛門督
- 元禄11年（1698年）：正三位
- 元禄14年（1701年）：参議
- 宝永元年（1704年）：賀茂伝奏
- 宝永2年（1705年）：従二位
- 宝永3年（1706年）：権中納言
- 正徳元年（1711年）：致仕

## 系譜
- 父：飛鳥井雅章
- 兄：飛鳥井雅知
- 兄：飛鳥井雅直
- 弟：難波宗量
- 弟：難波宗尚
- 養子：飛鳥井雅香